# Fracción continua
En matemáticas, una fracción continua, nombrada también fracción continuada (por influjo del ingl. continued fraction), es una expresión de la forma
{\displaystyle x=a_{0}+{\cfrac {1}{a_{1}+{\cfrac {1}{a_{2}+{\cfrac {1}{\ddots +{\cfrac {1}{a_{n}}}}}}}}}}
o bien de la forma
{\displaystyle x=a_{0}+{\cfrac {1}{a_{1}+{\cfrac {1}{a_{2}+{\cfrac {1}{\ddots }}}}}}},
donde {\displaystyle a_{0}} es un entero y {\displaystyle a_{1},a_{2},\ldots ,a_{n},\ldots } son enteros positivos. En el primer caso, se denomina fracción continua finita; en el segundo caso, fracción continua infinita. En el caso finito, los números {\displaystyle a_{1},\ldots ,a_{n}} se llaman cocientes incompletos. Si se permite que los numeradores o los denominadores parciales tomen valores arbitrarios, que podrían ser funciones en algún contexto, la expresión resultante es una fracción continua generalizada. Cuando fuera necesario distinguir la forma típica de arriba de una generalizada aquella se denominará fracción continua regular o simple.

## Motivación
El motivo del estudio de las fracciones continuas es el deseo de dar una representación «matemáticamente pura» de los números reales.
Estamos familiarizados con la representación decimal:
{\displaystyle r=\sum _{i=0}^{\infty }a_{i}10^{-i}}
donde a0 puede ser cualquier entero y los otros ai pertenecen a {0, 1, 2, …, 9}. Así el número {\displaystyle \pi }, por ejemplo, se representa con la sucesión (3, 1, 4, 1, 5, 9, 2, …).
Esta representación tiene algunos problemas. Por ejemplo, la constante 10 se usa porque los cálculos se hacen en el sistema decimal; bien podría usarse el octal o el binario. Otro problema es que muchos racionales no tienen representación finita; por ejemplo, 1/3 lo hace con la sucesión infinita (0, 3, 3, …).
La representación en fracción continua de los números reales evita ambos problemas. Por ejemplo, consideremos el número 415/93, que vale aproximadamente 4.4624. Esto es aproximadamente 4, pero es algo mayor que 4, sobre 4+1/2. Pero el denominador 2 no es correcto; lo sería uno algo mayor, sobre 2+1/6, ya que 415/93 es aproximadamente 4+1/(2+1/6). Pero el denominador 6 no es correcto; lo sería uno algo mayor, sobre 4+1/(2+1/(6+1/7)). Esto es exacto. Quitando las partes redundantes de la expresión 4+1/(2+1/(6+1/7)), se obtiene su notación abreviada [4; 2, 6, 7].
Así, puede representarse en fracción continua cualquier número real, y se cumplen estas propiedades:
- La representación en fracción continua de un número real es finita si y solo si ese número es racional.
- La representación en fracción continua de un racional «simple» es generalmente corta.
- La representación en fracción continua de un racional es única siempre que no acabe en 1. (de hecho: [a0; a1,... an, 1] = [a0; a1,... an + 1].)
- Los términos de una fracción continua se repetirán si y solo si representa a un irracional cuadrático, es decir, si es solución de una ecuación cuadrática con coeficientes enteros. Por ejemplo, la fracción continua [1; 1, 1,... ] representa al número áureo y [1; 2, 2, 2, … ] a {\displaystyle {\sqrt {2}}}.
- El truncado de la representación en fracción continua de un número x da una aproximación racional que es, en cierto sentido, la «mejor posible» (véanse los teoremas 6 y 7, más abajo, para una formalización de este aserto).

La última propiedad, falsa si empleáramos la representación convencional, es muy importante. Si truncamos una representación decimal, obtenemos una aproximación racional, pero habitualmente no la mejor. Por ejemplo, truncando 1/7=0.142857… en varios sitios obtendremos aproximaciones como 142/1000, 14/100 o 1/10. Pero es claro que el mejor racional que aproxima a 1/7 es el propio 1/7. Si truncamos la representación decimal de π obtendremos aproximaciones como 31415/10000 o 314/100. La representación en fracción continua de π comienza con [3; 7, 15, 1, 292,.. ]. Si truncamos esta representación obtendremos las excelentes aproximaciones: 3, 22/7, 333/106, 355/113, 103993/33102, … Los denominadores de 314/100 y 333/106 son casi iguales pero el error en la aproximación de 314/100 es nueve veces mayor que el de 333/106, así como la aproximación a π con [3; 7, 15, 1] es 100 veces más precisa que 3.1416.

## Apuntes históricos
Las fracciones continuas se utilizan desde antiguo. Aryabhata (476-550)  las usó para resolver ecuaciones diofánticas, así como para dar aproximaciones precisas de números irracionales. Brahmagupta (598-668) profundizó en el estudio de las ecuaciones llamadas hoy de Pell. Desarrolló los fundamentos del método chakravala, usando cálculos parecidos a los de las fracciones continuas. Investigó la resolución de la ecuación {\displaystyle x^{2}-61y^{2}=1}, encontrando la menor solución: x = 1 766 319 049, y = 226 153 980.
En el siglo XII, el método fue mejorado por Bhaskara II. Un algoritmo, análogo al de las fracciones continuas, permitió resolver un caso general. La diferencia más notable era que admitía números negativos en la fracción, acelerando la convergencia.
La aparición en Europa fue posterior e italiana. Rafael Bombelli (1526-1572)  usó un antecesor de las fracciones continuas para calcular aproximaciones de la raíz cuadrada de 13. Pietro Antonio Cataldi (1548-1626)  se dio cuenta de que el método de Bombelli valía para todas las raíces cuadradas; lo utilizó para la de 18 y escribió un opúsculo sobre este asunto. Remarcó que las aproximaciones obtenidas son alternativamente superiores e inferiores a la raíz cuadrada buscada.
En Inglaterra hubo un progreso decisivo. El 3 de enero de 1657, Pierre de Fermat desafió a los matemáticos europeos con varios problemas, entre los que estaba la ecuación ya resuelta por Brahmagupta. La respuesta inglesa fue rápida. William Brouncker (1620-1684)  encontró la relación entre la ecuación y la fracción continua, así como un método algorítmico equivalente al de los hindúes para el cálculo de la solución. Utilizó una fracción continua para construir una sucesión que convergía a {\displaystyle 4/\pi }, y aproximó {\displaystyle \pi } con 10 decimales significativos. Estos resultados fueron publicados por John Wallis, que aprovechó para demostrar las relaciones de recurrencia utilizadas por Brouncker y Baskara II. Dio, además, el nombre de fracción continua en la frase: «Nempe si unitati adjungatur fractio, quae denominatorem habeat continue fractum». En esta época, Christiaan Huygens (1629-1695)  descubrió que las fracciones continuas son la herramienta ideal para determinar el número de dientes que deben tener las ruedas de engranajes de un reloj. Las utilizó para la construcción de un autómata planetario.
En el siglo siguiente se resuelven algunas cuestiones teóricas. El uso mostró que el algoritmo de las fracciones continuas permitía resolver la ecuación de Pell utilizando el hecho de que la fracción es periódica a partir de un punto. Leonhard Euler (1707-1783)  demostró que, si un número tiene una fracción continua periódica, entonces es solución de una ecuación de segundo grado con coeficientes enteros. El recíproco, más sutil, es obra de Joseph-Louis de Lagrange (1736-1813) . Johann Heinrich Lambert (1728-1777)  encontró una nueva utilidad de las fracciones continuas: las usó para demostrar la irracionalidad de {\displaystyle \pi }.
Esta utilización vino a ser frecuente durante el siglo XIX. Évariste Galois encontró una condición necesaria y suficiente para que una fracción continua sea inmediatamente periódica. Joseph Liouville (1809-1882)  utilizó el desarrollo en fracción continua generalizado para construir los primeros ejemplos de números trascendentes: los números de Liouville. Charles Hermite (1822-1901)  estableció nuevos métodos para demostrar la trascendencia de {\displaystyle e}, base del logaritmo neperiano. Estos son retomados por Ferdinand von Lindemann que demostró en 1882 que {\displaystyle \pi } es trascendente con el corolario de la imposibilidad de la cuadratura del círculo. Georg Cantor (1845-1918)  demostró que los puntos de un segmento pueden ponerse en biyección con los del interior de un cuadrado con la ayuda de fracciones continuas. El siglo XX vio la explosión de un gran número de publicaciones sobre este asunto. Más de 1500 matemáticos han encontrado elementos dignos de publicación.

## Cálculo de una fracción continua
Consideremos un número real r. Sea e la parte entera y d la parte decimal de r; entonces la representación en fracción continua de r es [e; a1, a2,...], donde [a1; a2,...] es la representación en fracción continua de 1/d.
Para calcular la representación en fracción continua de un número r, se escribe en primer lugar la parte entera de r. Se resta esta parte entera a r. Si la diferencia es 0 se para; en otro caso se halla el inverso de la diferencia y se repite. Este proceso tendrá fin si y solo si r es racional.
| Hallar la fracción continua de 3,245 (= {\displaystyle \scriptstyle {3+\,{49 \over 200}}})                 | Hallar la fracción continua de 3,245 (= {\displaystyle \scriptstyle {3+\,{49 \over 200}}}) | Hallar la fracción continua de 3,245 (= {\displaystyle \scriptstyle {3+\,{49 \over 200}}}) | Hallar la fracción continua de 3,245 (= {\displaystyle \scriptstyle {3+\,{49 \over 200}}}) | Hallar la fracción continua de 3,245 (= {\displaystyle \scriptstyle {3+\,{49 \over 200}}}) | Hallar la fracción continua de 3,245 (= {\displaystyle \scriptstyle {3+\,{49 \over 200}}}) | Hallar la fracción continua de 3,245 (= {\displaystyle \scriptstyle {3+\,{49 \over 200}}}) |
| --- | ------------------------------------------------------------------------------------------ | ------------------------------------------------------------------------------------------ | ------------------------------------------------------------------------------------------ | ------------------------------------------------------------------------------------------ | ------------------------------------------------------------------------------------------ | ------------------------------------------------------------------------------------------ |
| Paso | Número real                                                                                | Parte entera                                                                               | Parte fraccionaria                                                                         | Simplificado                                                                               | Recíproco de f                                                                             | Simplificado                                                                               |
| 1 | r = {\displaystyle \scriptstyle {3+\,{49 \over 200}}}                                      | i = 3                                                                                      | f = {\displaystyle \scriptstyle {3+\,{49 \over 200}}} − 3                                  | = {\displaystyle \scriptstyle {49 \over 200}}                                              | 1/f = {\displaystyle \scriptstyle {200 \over 49}}                                          | = {\displaystyle \scriptstyle {4+\,{4 \over 49}}}                                          |
| 2 | r = {\displaystyle \scriptstyle {4+\,{4 \over 49}}}                                        | i = 4                                                                                      | f = {\displaystyle \scriptstyle {4+\,{4 \over 49}}} − 4                                    | = {\displaystyle \scriptstyle {4 \over 49}}                                                | 1/f = {\displaystyle \scriptstyle {49 \over 4}}                                            | = {\displaystyle \scriptstyle {12+\,{1 \over 4}}}                                          |
| 3 | r = {\displaystyle \scriptstyle {12+\,{1 \over 4}}}                                        | i = 12                                                                                     | f = {\displaystyle \scriptstyle {12+\,{1 \over 4}}} − 12                                   | = {\displaystyle \scriptstyle {1 \over 4}}                                                 | 1/f = {\displaystyle \scriptstyle {4 \over 1}}                                             | = 4                                                                                        |
| 4 | r = 4                                                                                      | i = 4                                                                                      | f = 4 − 4                                                                                  | = 0                                                                                        | FIN                                                                                        |                                                                                            |
| La fracción continua de 3.245 =({\displaystyle \scriptstyle {3+\,{49 \over 200}}}) es [3; 4, 12, 4].       |                                                                                            |                                                                                            |                                                                                            |                                                                                            |                                                                                            |                                                                                            |
| {\displaystyle 3,245=\ \left(3+\,{49 \over 200}\right)=3+{\cfrac {1}{4+{\cfrac {1}{12+{\cfrac {1}{4}}}}}}} |                                                                                            |                                                                                            |                                                                                            |                                                                                            |                                                                                            |                                                                                            |
También podría representarse con [3; 4, 12, 3, 1] en referencia a las fracciones continuas finitas.
| El mismo ejemplo visto de otra manera |
| Otra manera de ver el ejemplo sería: {\displaystyle {\cfrac {649}{200}}} que en fracción mixta es: {\displaystyle {\begin{array}{crl}{\cfrac {649}{200}}&=3+{\cfrac {49}{200}}\end{array}}} que es equivalente a: {\displaystyle {\begin{array}{crl}{\cfrac {649}{200}}&=3+{\cfrac {1}{{\cfrac {200}{49}}{\bigg \}}}}\end{array}}} la convertimos en fracción mixta: {\displaystyle {\begin{array}{crl}{\cfrac {649}{200}}&=3+{\cfrac {1}{4+{\cfrac {4}{49}}}}\end{array}}} del mismo modo: {\displaystyle {\begin{array}{crl}{\cfrac {649}{200}}&=3+{\cfrac {1}{4+{\cfrac {1}{{\cfrac {49}{4}}{\bigg \}}}}}}\end{array}}} la convertimos en fracción mixta: {\displaystyle {\begin{array}{crl}{\cfrac {649}{200}}&=3+{\cfrac {1}{4+{\cfrac {1}{12+{\cfrac {1}{4}}}}}}\end{array}}} al tener un 1 en el numerador el proceso termina, por lo tanto el resultado es: {\displaystyle {\begin{array}{crl}{\cfrac {649}{200}}&=3+{\cfrac {1}{4+{\cfrac {1}{12+{\cfrac {1}{4}}}}}}\end{array}}} |

## Notación
Se puede expresar una fracción continua como
{\displaystyle x=[a_{0};a_{1},a_{2},a_{3}]\;}
o, en la notación de Pringsheim,
{\displaystyle x=a_{0}+{\frac {1\mid }{\mid a_{1}}}+{\frac {1\mid }{\mid a_{2}}}+{\frac {1\mid }{\mid a_{3}}}}
o esta otra notación similar a la anterior
{\displaystyle x=a_{0}+{1 \over a_{1}+}{1 \over a_{2}+}{1 \over a_{3}+}}
Se pueden definir las fracciones continuas infinitas como un límite:
{\displaystyle [a_{0};a_{1},a_{2},a_{3},\,\ldots ]=\lim _{n\to \infty }[a_{0};a_{1},a_{2},\,\ldots ,a_{n}]}
Este límite existe para cualquier elección de enteros positivos a1, a2, a3...

## Formalización
Llamaremos fracción continua de orden n a toda expresión de la forma:
{\displaystyle x=a_{0}+{\cfrac {1}{a_{1}+{\cfrac {1}{a_{2}+{\cfrac {1}{\begin{array}{l}\ddots \\{a_{n-2}+{\cfrac {1}{a_{n-1}+{\cfrac {1}{a_{n}}}}}}\end{array}}}}}}}}
donde {\displaystyle a_{0}\,} es un real no negativo y los demás son estrictamente positivos. Emplearemos también la notación: {\displaystyle [a_{0};a_{1},a_{2},a_{3},\,\ldots ,a_{n}]}

### Reducidas
Sea {\displaystyle [a_{0};a_{1},a_{2},a_{3},\,\ldots ,a_{n}]} una fracción continua: definimos la sucesión {\textstyle p_{k}/q_{k}} por:
{\displaystyle {\begin{cases}p_{0}=a_{0}\\q_{0}=1\end{cases}}\qquad {\begin{cases}p_{1}=a_{0}a_{1}+1\\q_{1}=a_{1}\end{cases}}}
y la recurrencia, para k ≥ 2
{\displaystyle {\begin{cases}p_{k}=a_{k}p_{k-1}+p_{k-2}\\q_{k}=a_{k}q_{k-1}+q_{k-2}\end{cases}}}
La fracción {\textstyle p_{k}/q_{k}} se llama la k-ésima reducida de la fracción continua.
| Teorema 1 Para todo k ≤ n se tiene: {\displaystyle {\frac {p_{k}}{q_{k}}}=[a_{0};a_{1},...a_{k}]} Además, para todo k, 1 ≤ k ≤ n, {\displaystyle p_{k}q_{k-1}-p_{k-1}q_{k}=(-1)^{k-1}\,} |

Consideraremos a partir de ahora fracciones continuas enteras, esto es, aquellas para los que todo {\textstyle a_{i}} sea entero positivo.
| Teorema 2 Las reducidas de una fracción continua entera son fracciones irreducibles. |

Sea {\textstyle x} un número real positivo, podemos ponerlo como {\displaystyle a_{0}+x_{0}}, donde {\textstyle a_{0}=[x]} es la parte entera de {\textstyle x} y {\textstyle x_{0}<1} la  parte decimal de {\textstyle x}. 
Si {\displaystyle x_{0}\neq 0} entonces, del mismo modo, {\displaystyle {\frac {1}{x_{0}}}=a_{1}+x_{1}}, de manera que
{\displaystyle x=a_{0}+{\frac {1}{a_{1}+x_{1}}}}.
Si {\displaystyle x_{1}\neq 0}, pondríamos {\displaystyle {\frac {1}{x_{1}}}=a_{2}+x_{2}}, etc. Tenemos entonces para k>1, {\displaystyle a_{k}={\frac {1}{x_{k-1}}}-x_{k}} y {\displaystyle x_{k}={\frac {1}{x_{k-1}}}-a_{k}} (siempre que {\displaystyle x_{k-1}\neq 0}). Tenemos:
{\displaystyle x=[a_{0};a_{1},a_{2},\dots ,a_{k}+x_{k}]}.
La sucesión {\textstyle (a_{k})} está determinada por {\textstyle x} y se llama Desarrollo en fracción continua de x.
| Teorema 3 El desarrollo en fracción continua de x es finito si y solo si x es racional. |

| Teorema 4 Dada una sucesión infinita {\displaystyle (a_{n})} de enteros positivos tales que {\displaystyle a_{k}\geq 1} si {\displaystyle k\geq 1}, la sucesión de reducidas {\displaystyle {\frac {p_{k}}{q_{k}}}=[a_{0};a_{1},\dots ,a_{k}]} converge. |

Podemos así dar un sentido a una fracción continua entera infinita y escribir:
{\displaystyle x=[a_{0};a_{1},\dots ,a_{k},\dots ]}
donde {\displaystyle x=\lim _{k\to \infty }p_{k}/q_{k}}.
| Teorema 5 Sea x un real representado por una fracción continua entera infinita {\displaystyle [a_{0};a_{1},\dots ]}. Entonces (an) coincide con el desarrollo en fracción continua de x. |

### Mejores aproximaciones racionales
Teorema 6. 
La k-ésima reducida {\textstyle p_{k}/q_{k}} del desarrollo en fracción continua de {\textstyle x} es la mejor aproximación de {\textstyle x} por una fracción de denominador menor o igual a {\textstyle q_{k}} :
{\displaystyle \left|x-{\frac {p}{q}}\right|<\left|x-{\frac {p_{k}}{q_{k}}}\right|\Rightarrow q>q_{k}}.
Teorema 7. 
Sea {\textstyle x} un número real positivo no nulo y {\textstyle p/q} una fracción irreducible tal que:
{\displaystyle \left|x-{\frac {p}{q}}\right|<{\frac {1}{2q^{2}}}}
Entonces, {\textstyle p/q} es una de las reducidas del desarrollo de {\textstyle x} en fracción continua.
Teorema 8.   (Hurwitz) 
Sea {\textstyle x} un irracional positivo. Existe una cantidad infinita de racionales tales que:
{\displaystyle \left|x-{\frac {p}{q}}\right|<{\frac {1}{{\sqrt {5}}q^{2}}}}.
Además, la constante {\displaystyle {\sqrt {5}}} es la mejor posible.
En este último sentido el número áureo, {\displaystyle \phi }, es uno de los irracionales que peor se aproxima con fracciones continuas; sus reducidas, (5/3, 8/5, 13/8, 21/13, etc.), distan casi exactamente {\displaystyle {\frac {1}{{\sqrt {5}}n^{2}}}} de {\displaystyle \phi }. 

## Algunos desarrollos notables

### Númeroπ{\displaystyle \pi }
{\displaystyle \pi } = [ 3; 7, 15, 1, 292, 1, 1, …] o bien
{\displaystyle \pi =3+{\cfrac {1}{7+{\cfrac {1}{15+{\cfrac {1}{1+{\cfrac {1}{292+{\cfrac {1}{1+{\cfrac {1}{1+{\cfrac {1}{1+{\cfrac {1}{2+{\cfrac {1}{\ddots }}}}}}}}}}}}}}}}}}}
Utilizando fracciones continuas generalizadas obtenemos desarrollos con estructuras más regulares
{\displaystyle \pi ={\cfrac {4}{1+{\cfrac {1}{3+{\cfrac {4}{5+{\cfrac {9}{7+{\cfrac {16}{9+{\cfrac {25}{11+{\cfrac {36}{13+{\cfrac {49}{\ddots }}}}}}}}}}}}}}}}}
{\displaystyle \pi =3+{\cfrac {1}{6+{\cfrac {9}{6+{\cfrac {25}{6+{\cfrac {49}{6+{\cfrac {81}{6+{\cfrac {121}{\ddots \,}}}}}}}}}}}}}

### Raíz cuadrada de 2
Sea raíz cuadrada de dos: {\displaystyle r={\sqrt {2}}}, su parte entera vale 1, así que {\displaystyle a_{0}=1} y {\displaystyle x_{0}=1/({\sqrt {2}}-1)}.
Ahora bien, utilizando la identidad {\displaystyle ({\sqrt {2}}-1)({\sqrt {2}}+1)=1}, tenemos que {\displaystyle x_{0}={\sqrt {2}}+1}.
Por tanto {\displaystyle a_{1}=2} y {\displaystyle x_{1}={\sqrt {2}}+1}.
Concluimos que todos los {\displaystyle a_{k}=2} a partir de k=1 valen 2 y todos los {\displaystyle x_{k}} valen {\displaystyle {\sqrt {2}}+1}.
El desarrollo en fracción continua es, por tanto:
{\displaystyle {\sqrt {2}}=[1;2,2,2,\dots ].}

### Número áureo
{\displaystyle \phi =[1;1,1,1,\dots ].}

### Número e
{\displaystyle e=[2;1,2,1,1,4,1,1,6,1,1,8,1,1,10,1,1,12,\dots ].}

## Aplicaciones

### Irracionalidad del númeroe{\displaystyle e}
Las fracciones continuas ofrecen una manera de conocer la irracionalidad de un número. Si su desarrollo es infinito entonces el número es irracional. Esta técnica fue utilizada por Euler, que determinó la fracción continua del número {\displaystyle e}.
El desarrollo en fracción continua de e,es:
{\displaystyle {\text{e}}=[2;\overbrace {1,2,1} ,\overbrace {1,4,1} ,\cdots ,\overbrace {1,2p,1} ,\cdots \,]=[2,{\overline {1,2p,1}}]\quad p\in \mathbb {N} -\{0\}}
La barra utilizada aquí es una notación frecuente; indica una repetición hasta el infinito de la sucesión de enteros que cubre.
O estas otras:
{\displaystyle {\sqrt {\text{e}}}=[1,1,1,{\overline {1,4p+1,1}}],\quad \tanh \left({\frac {1}{2}}\right)={\frac {e^{\frac {1}{2}}-e^{-{\frac {1}{2}}}}{e^{\frac {1}{2}}+e^{-{\frac {1}{2}}}}}=[0,{\overline {4p}}]\quad p\in \mathbb {N} -\{0\}}
Se concluye que ni e ni √e son racionales.

### Irracionalidad del númeroπ{\displaystyle \pi }
La irracionalidad del número {\displaystyle \pi } la demostró por primera vez Johann Heinrich Lambert en 1761 basándose en el desarrollo en fracción continua generalizada de la función tangente.

### La ecuación de Pell
La ecuación de Pell es una ecuación diofántica, es decir, con coeficientes enteros y para la que las soluciones pedidas son enteras también. Tiene la forma:
{\displaystyle x^{2}-ny^{2}=a\;}
Donde n es un entero que no es cuadrado perfecto y a es un entero no nulo.
Aquí consideraremos que {\displaystyle a=\pm 1}. Una solución  (h, k)  verificará:
{\displaystyle (h-{\sqrt {n}}\cdot k)(h+{\sqrt {n}}\cdot k)=\pm 1\quad {\text{o}}\quad h-{\sqrt {n}}\cdot k={\frac {\pm 1}{h+{\sqrt {n}}\cdot k}}\;}
h/k √n son superiores a 1 y √n lo es estrictamente, de ahí:
{\displaystyle \left|{\frac {h}{k}}-{\sqrt {n}}\right|={\frac {1}{({\frac {h}{k}}+{\sqrt {n}})\cdot k^{2}}}<{\frac {1}{2k^{2}}}\;}
En el teorema 7 se demostró que la fracción {\displaystyle {\frac {h}{k}}} debe ser una reducida de {\displaystyle {\sqrt {n}}}. Toda solución de la ecuación debe estar en la sucesión de reducidas de {\displaystyle {\sqrt {n}}}. Este hecho, demostrado por Lagrange, permite dar soluciones, si bien más teóricas que algorítmicas, a la ecuación de Pell.

### Números cuadráticos
A diferencia de la exponencial, la raíz cuadrada de 2 es particularmente fácil de desarrollar en fracción continua. Esta propiedad proviene del hecho de que, a partir de cierto punto, volvemos a encontrar un cociente completo ya aparecido. La fracción continua es periódica a partir de cierto punto. La raíz de 11 tiene la misma propiedad:
{\displaystyle {\sqrt {11}}=3+(-3+{\sqrt {11}})=3+{\frac {1}{\frac {1}{-3+{\sqrt {11}}}}}=3+{\frac {1}{\frac {3+{\sqrt {11}}}{2}}}=3+{\frac {1}{3+{\frac {-3+{\sqrt {11}}}{2}}}}=3+{\frac {1}{3+{\frac {1}{\frac {2}{-3+{\sqrt {11}}}}}}}=3+{\frac {1}{3+{\frac {1}{3+{\sqrt {11}}}}}}}
Se deduce que a0 = 3, a1 = 3, x0 = 1/2(3 + √11) y x1 = 3 + √11. Calculamos la fracción continua de x1:
{\displaystyle 3+{\sqrt {11}}=6+(-3+{\sqrt {11}})=6+{\frac {1}{\frac {1}{-3+{\sqrt {11}}}}}=6+{\frac {1}{\frac {3+{\sqrt {11}}}{2}}}}
Obsérvese que es necesario tener un número entre 0 y 1, para obtener la fracción continua, desde otra perspectiva; véase el mismo cálculo...
{\displaystyle {\begin{aligned}{\sqrt {11}}&=3+(-3+{\sqrt {11}})=3+{\cfrac {1}{\cfrac {1}{-3+{\sqrt {11}}}}}=3+{\cfrac {1}{\cfrac {3+{\sqrt {11}}}{2}}}=3+{\cfrac {1}{3+{\cfrac {3+{\sqrt {11}}}{2}}-3}}\\&=3+{\cfrac {1}{3+{\cfrac {-3+{\sqrt {11}}}{2}}}}=3+{\cfrac {1}{3+{\cfrac {1}{\cfrac {2}{-3+{\sqrt {11}}}}}}}=3+{\cfrac {1}{3+{\cfrac {1}{3+{\sqrt {11}}}}}}=3+{\cfrac {1}{3+{\cfrac {1}{3+3+(-3+{\sqrt {11}})}}}}\\&=3+{\cfrac {1}{3+{\cfrac {1}{6+(-3+{\sqrt {11}})}}}}=3+{\cfrac {1}{3+{\cfrac {1}{6+{\cfrac {1}{\cfrac {1}{(-3+{\sqrt {11}})}}}}}}}\\&=3+{\cfrac {1}{3+{\cfrac {1}{6+{\cfrac {1}{\cfrac {3+{\sqrt {11}}}{2}}}}}}}\quad {\text{(y se repite el proceso)}}\\\end{aligned}}}
Se ve que x2 es igual x0, lo que permite concluir:
{\displaystyle {\sqrt {11}}=[3;3,6,3,6,\cdots ]=[3,{\overline {3,6}}]}
La periodicidad a partir de un punto es propia de los números de la forma {\displaystyle a+b{\sqrt {n}}}, donde {\displaystyle a} y {\displaystyle b} son racionales, {\displaystyle b} no nulo, y {\displaystyle n} un entero que no es cuadrado perfecto. Las regularidades son mayores para las raíces cuadradas. Por ejemplo:
{\displaystyle {\sqrt {19}}=[4,{\overline {\underbrace {2;1,3,1,2} ,8}}]}
Exceptuando el último número del periodo, los anteriores forman un número capicúa. Además, el último término del periodo es el doble del primero (en el caso tratado, 8, que es el doble de 4).

## Textos para el caso
- A. Ya. Khinchin; Continued Fractions; University of Chicago Press.